# Dhoraso Klas
Dhoraso Moreo Klas (Amsterdam, 30 gennaio 2001) è un calciatore surinamese, centrocampista dell'Iberia 1999 e della nazionale surinamese.

## Carriera

### Club
Klas ha giocato nelle giovanili del Den Bosch, dove è approdato nel 2017 proveniente dal Brabant United. Nella stagione 2017-18, è apparso in cinque occasioni in panchina con la prima squadra senza però riuscire a debuttare.
Nell'estate del 2020 è stato ufficialmente promosso in prima squadra dopo aver giocato principalmente per la squadra under-21 per due anni. Ha esordito il 6 settembre 2020 nell'incontro vinto 2-1 contro il Dordrecht in Eerste Divisie, rimpiazzando al 78' Jizz Hornkamp. Il 22 settembre ha segnato il suo primo gol nella partita casalinga contro l'MVV.
Il 18 aprile 2021 ha rescisso il contratto dopo aver informato il club dell'intenzione di giocare altrove, in controcorrente con il rinnovo di contratto precedentemente concordato. Nel luglio seguente si è trasferito all'ADO Den Haag con un contratto triennale.
Nel 2025 si è trasferito nella prima divisione georgiana all'Iberia 1999.

### Nazionale
Il 9 giugno 2023 è stato convocato per la prima volta dalla nazionale surinamese in vista degli impegni valevoli per le qualificazioni alla CONCACAF Gold Cup 2023. Ha debuttato il 19 giugno giocando titolare nella partita persa ai rigori contro Porto Rico.
Nel 2025 ha partecipato alla CONCACAF Gold Cup.

## Statistiche

### Presenze e reti nei club
Statistiche aggiornate al 19 giugno 2023.
| Stagione            | Squadra             | Campionato          | Campionato | Campionato | Coppe nazionali | Coppe nazionali | Coppe nazionali | Coppe continentali | Coppe continentali | Coppe continentali | Altre coppe | Altre coppe | Altre coppe | Totale | Totale | Totale |
| Stagione            | Squadra             | Comp                | Pres       | Reti       | Comp            | Pres            | Reti            | Comp               | Pres               | Reti               | Comp        | Pres        | Reti        | Pres   | Reti   |        |
| ------------------- | ------------------- | ------------------- | ---------- | ---------- | --------------- | --------------- | --------------- | ------------------ | ------------------ | ------------------ | ----------- | ----------- | ----------- | ------ | ------ | ------ |
| 2018-2019           | Jong Den Bosch      | 5D                  | 18         | 2          |                 | -               | -               |                    | -                  | -                  |             | -           | -           | 18     | 2      |        |
| 2020-2021           | Den Bosch           | ED                  | 27         | 2          | CO              | 1               | 0               |                    | -                  | -                  |             | -           | -           | 28     | 2      |        |
| 2021-2022           | ADO Den Haag        | ED                  | 35+6       | 4+2        | CO              | 3               | 0               |                    | -                  | -                  |             | -           | -           | 44     | 6      |        |
| 2022-2023           | ADO Den Haag        | ED                  | 19         | 0          | CO              | 3               | 0               |                    | -                  | -                  |             | -           | -           | 22     | 0      |        |
| Totale ADO Den Haag | Totale ADO Den Haag | Totale ADO Den Haag | 60         | 6          |                 | 6               | 0               |                    | -                  | -                  |             | -           | -           | 66     | 6      |        |
| Totale carriera     | Totale carriera     | Totale carriera     | 105        | 10         |                 | 7               | 0               |                    | -                  | -                  |             | -           | -           | 112    | 10     |        |

### Cronologia presenze e reti in nazionale
| Cronologia completa delle presenze e delle reti in nazionale ― Suriname | Cronologia completa delle presenze e delle reti in nazionale ― Suriname | Cronologia completa delle presenze e delle reti in nazionale ― Suriname | Cronologia completa delle presenze e delle reti in nazionale ― Suriname | Cronologia completa delle presenze e delle reti in nazionale ― Suriname | Cronologia completa delle presenze e delle reti in nazionale ― Suriname | Cronologia completa delle presenze e delle reti in nazionale ― Suriname | Cronologia completa delle presenze e delle reti in nazionale ― Suriname |
| Data                                                                    | Città                                                                   | In casa                                                                 | Risultato                                                               | Ospiti                                                                  | Competizione                                                            | Reti                                                                    | Note                                                                    |
| ----------------------------------------------------------------------- | ----------------------------------------------------------------------- | ----------------------------------------------------------------------- | ----------------------------------------------------------------------- | ----------------------------------------------------------------------- | ----------------------------------------------------------------------- | ----------------------------------------------------------------------- | ----------------------------------------------------------------------- |
| 18-6-2023                                                               | Fort Lauderdale                                                         | Suriname                                                                | 0 – 0 dts (3 - 4 dtr)                                                   | Porto Rico                                                              | Qual. Gold Cup 2023                                                     | -                                                                       | 58’                                                                     |
| 9-9-2023                                                                | Saint George's                                                          | Grenada                                                                 | 1 – 1                                                                   | Suriname                                                                | CONCACAF Nations League 2023-2024 - 1º turno                            | -                                                                       | 60’                                                                     |
| 12-10-2023                                                              | Paramaribo                                                              | Suriname                                                                | 1 – 1                                                                   | Haiti                                                                   | CONCACAF Nations League 2023-2024 - 1º turno                            | -                                                                       | 63’                                                                     |
| 24-3-2024                                                               | Almere                                                                  | Suriname                                                                | 1 – 1                                                                   | Martinica                                                               | Amichevole                                                              | -                                                                       | 69’                                                                     |
| 21-3-2025                                                               | Paramaribo                                                              | Suriname                                                                | 1 – 0                                                                   | Martinica                                                               | Qual. Gold Cup 2025                                                     | -                                                                       | 75’ 80’                                                                 |
| 25-3-2025                                                               | Fort-de-France                                                          | Martinica                                                               | 0 – 1                                                                   | Suriname                                                                | Qual. Gold Cup 2025                                                     | -                                                                       |                                                                         |
| 10-6-2025                                                               | San Salvador                                                            | El Salvador                                                             | 1 – 1                                                                   | Suriname                                                                | Qual. Mondiali 2026                                                     | -                                                                       |                                                                         |
| 15-6-2025                                                               | San Diego                                                               | Costa Rica                                                              | 4 – 3                                                                   | Suriname                                                                | Gold Cup 2025 - 1° turno                                                | -                                                                       | 66’                                                                     |
| 18-6-2025                                                               | Arlington                                                               | Suriname                                                                | 0 – 2                                                                   | Messico                                                                 | Gold Cup 2025 - 1° turno                                                | -                                                                       | 65’                                                                     |
| 22-6-2025                                                               | Arlington                                                               | Rep. Dominicana                                                         | 0 – 0                                                                   | Suriname                                                                | Gold Cup 2025 - 1° turno                                                | -                                                                       | 66’                                                                     |
| Totale                                                                  |                                                                         | Presenze                                                                | 10                                                                      |                                                                         | Reti                                                                    | 0                                                                       |                                                                         |